# Японская революционная коммунистическая лига
Японская революционная коммунистическая лига (яп. 日本革命的共産主義者同盟, Нихон Какумэйтэки Кёсансансугиса Домэй) — троцкистская группировка в Японии.

## История
Несколько небольших групп отделились от Коммунистической партии Японии после подавления Советским Союзом Венгерской революции 1956 года. Они приняли участие в съезде в 1957 году и согласились объединиться в отдельную лигу. Хотя у Японии не  было исторической традиции троцкистских организаций, новая лига оказалась связана с Международным секретариатом Четвёртого интернационала, а также поддерживали контакты с Социалистической рабочей партией США.
Многие из членов-основателей организации были активными членами Всеяпонской федерации студенческих автономных ассоциаций (Дзэнгакурэн, главной организации японских новых левых) и не соглашались с политикой КПЯ, запрещающей студенческой группе развивать какие-либо политические линии, отличные от партии. ЯРКЛ стала контролировать студенческую организацию на протяжении большей части оставшейся части её истории. Другие члены первоначально пытались работать в рамках КПЯ, но видный активист Кёдзи Ниси был исключён в 1958 году. В следующем году партия раскололась, и диссиденты, включая Куроду Канъити, сформировали Национальный комитет Японской революционной коммунистической лиги. Остальная часть партии вместо этого попыталась войти в состав Социалистической партии Японии. Это продолжалось до 1968 года, когда группа вновь открыто утвердилась, после того как она приобрела членов во время протестов против войны во Вьетнаме. Она осталась частью международного троцкистского движения, став частью Четвёртого интернационала. Партия всё чаще обращалась к работе в профсоюзах, причём с некоторым успехом.
В 1991 году 13-й Всемирный конгресс Воссоединённого Четвёртого интернационала принял резолюцию об исключении японской секции из-за многочисленных случаев сексуального насилия, скрываемых руководством («дело ABCD»), и явной дискриминации в отношении женщин. Организация вернулась к своему изначальному названию, существовавшему до 1965 года — «Японская революционная коммунистическая лига». А в интернационале, начиная с его 14-го Всемирного
конгресса в 1995 году, в качестве сочувствующей организации продолжила работу группа сторонников интернационала под названием Национальный совет трудящихся-интернационалистов (НСТИ).
С сентября 2009 года ЯРКЛ редактирует и издает «Какехаси» совместно с Национальным советом трудящихся-интернационалистов. Расхождения между двумя троцкистскими группами касаются, в частности, вопроса демократического централизма — если ЯРКЛ следует ему, то НСТИ называет «сталинистским и бюрократическим принципом». Весной 2020 года Японский национальный совет Четвёртого интернационала, состоящий из ЯРКЛ и НСТИ, был принят Международным бюро ЧИ в качестве полноценной японской секции интернационала.
В 2005 году ЯРКЛ призвала к «объединению новых левых политических организаций, противостоящих империалистическим войнам и неолиберальной глобализации, конституционной реформе и националистическому милитаризму», чтобы сформировать альтернативное левое крыло, которое заменит сталинизм и социал-демократию; при этом группы, поддерживающие или не критикующие террористические методы, в такое предполагаемое объединение не допускались. На выборах организация агитирует за партии и кандидатов левее центра, включая коммунистов, социал-демократов, зелёных и независимых политиков (так, при её поддержке в парламент был избран Таро Ямамото).